# 弗朗索瓦·博齐泽

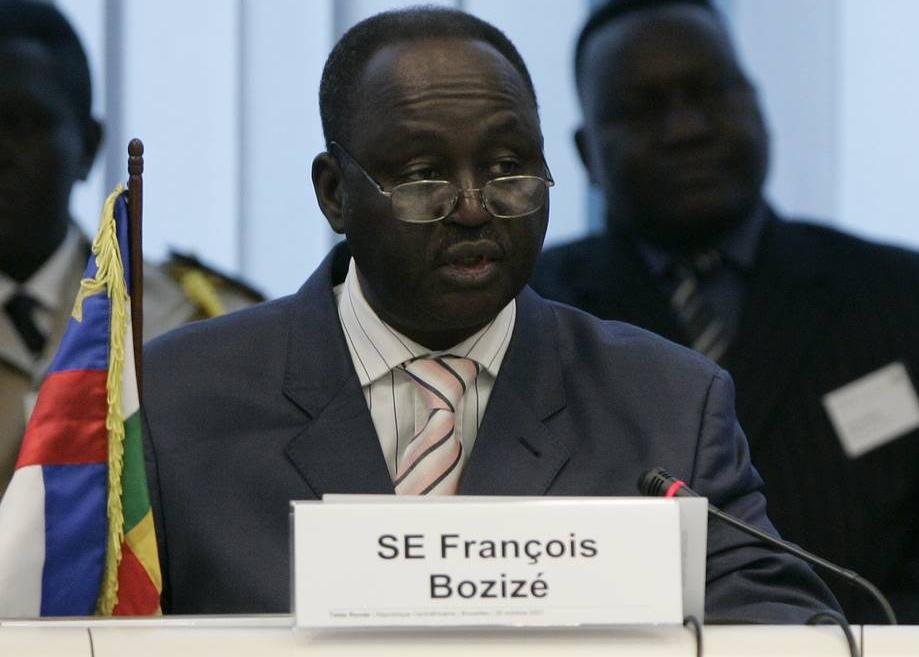
弗朗索瓦·博齐泽

弗朗索瓦·博齐泽（François Bozizé，1946年10月14日—）為中非共和國前任總統（2003年－2013年）。
出生于法屬赤道非洲穆依拉，曾在法国多所军事院校学习。1975年起，畢業於軍事訓練學校的弗朗索瓦·博齐泽就為該國軍事強人，也在該國政府擔任通信部長等職務。2003年3月15日，他發動政變，奪取該國政權並自任總統。2005年5月，博齐泽在該國第二輪總統大選中，當選新任總統。
2013年3月24日，中非反政府武裝聯盟塞雷卡攻佔中非首都班吉，博齐泽逃離總統府。
2019年12月，博齊澤返回中非。2020年7月，博齊澤宣佈參選2020年12月27日舉行的總統選舉。2020年12月3日，中非憲法法院判決博齊澤不符合參選總統資格。